# Concilio de Jerusalén

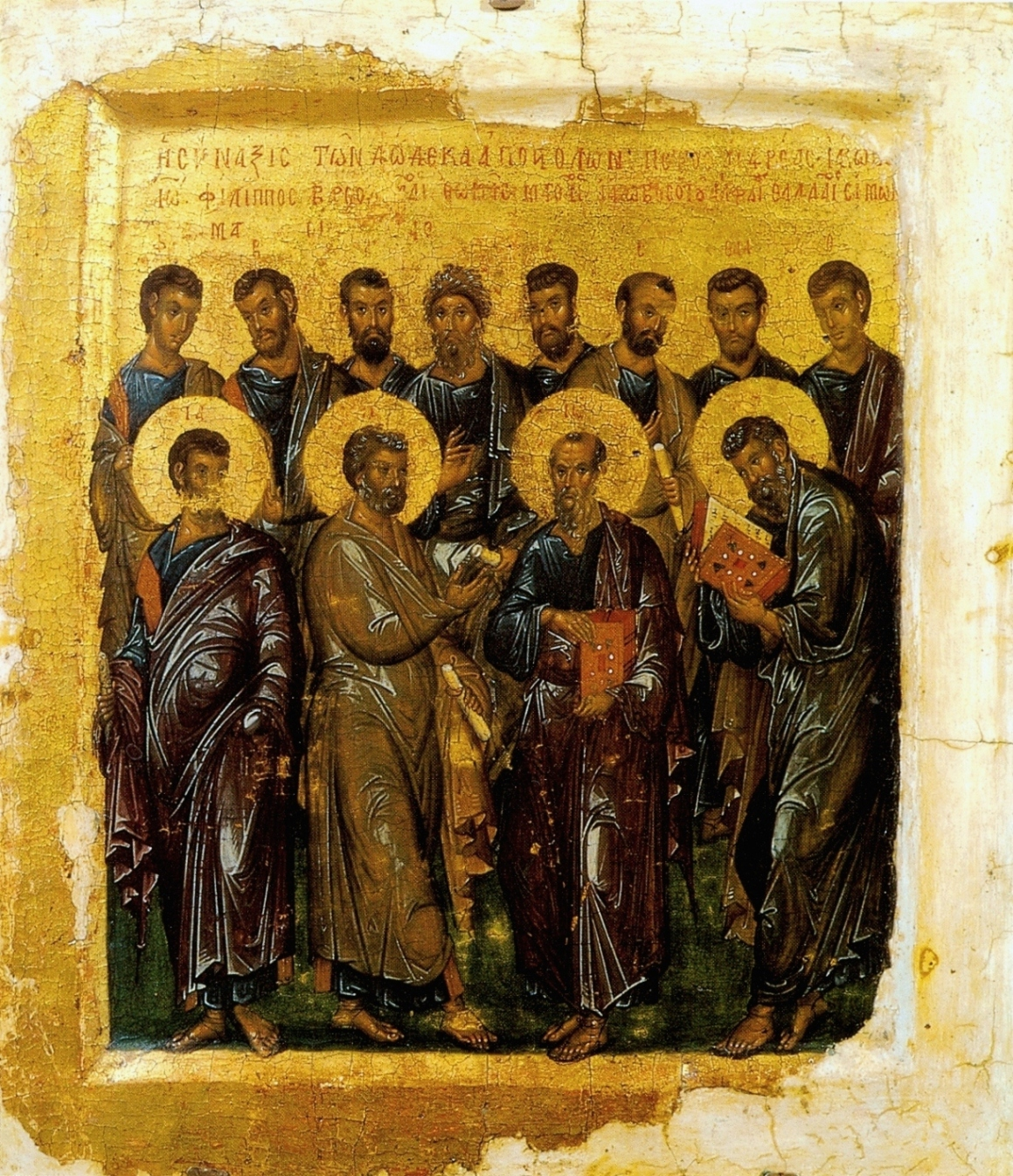
Icono de los doce apóstoles,

Concilio de Jerusalén (o Conferencia Apostólica) es el nombre aplicado por los historiadores y teólogos a un concilio de la era apostólica del cristianismo primitivo que se celebró en Jerusalén en el año 49 d. C. Es único entre los antiguos consejos preecuménicos, por lo cual es considerado por los católicos y ortodoxos como un prototipo y precursor de los Concilios Ecuménicos posteriores y una parte clave de la ética cristiana. 
Según el libro de los Hechos de los Apóstoles, capítulo 15, el Concilio decidió que los gentiles convertidos al cristianismo no estaban obligados a mantener la mayor parte de la Ley de Moisés, incluyendo las normas relativas a la circuncisión de los varones. El Concilio mantuvo, sin embargo, las prohibiciones de comer sangre, carne que contenga sangre, carne de animales sacrificados no adecuadamente, y sobre la fornicación y la idolatría, lo que a veces se denomina como el Decreto Apostólico o Cuadrilateral de Jerusalén. 
Un relato sustancialmente diferente del Concilio se recoge en la carta de Pablo a los Gálatas, capítulo 2. En él, Pablo se atribuye la evangelización de los paganos, dejando la de los judíos a Pedro, y no menciona en absoluto el denominado Decreto Apostólico.
Algunos exegetas cristianos resuelven la aparente contradicción aduciendo que la reunión descrita en Gálatas no sería el Concilio de Jerusalén sino una reunión privada. Otros cuestionan la fiabilidad histórica de los Hechos de los Apóstoles.

## Antecedentes históricos
El Concilio de Jerusalén suele fecharse en torno al año 50 d. C., unos diecisiete años después de la crucifixión de Jesús, que se fecha entre el 30 y el 33 d. C. Hechos 15 y Gálatas 2, ambos sugieren que la reunión fue convocada para debatir si los gentiles varones que se estaban convirtiendo en seguidores de Jesús, estaban obligados a circuncidarse según la Ley de Moisés. La circuncisión no era practicada por los gentiles  del Mediterráneo Oriental e incluso algunos judíos helenizados la consideraban vergonzosa.
Hasta ese momento, la mayoría de los seguidores de Jesús eran judíos de nacimiento, y algunos conversos, y consideraban al cristianismo primitivo como parte del judaísmo. Por ello, los historiadores los denominan judeocristianos.  Según Alister McGrath, los judeocristianos seguían todos los preceptos del contemporáneo judaísmo del Segundo Templo con la adición de la creencia de que Jesús era el Mesías.

## Temas y resultados
Según el autor de los Hechos de los apóstoles, el propósito de la reunión en Jerusalén era resolver un desacuerdo surgido en Antioquía, donde coexistían cristianos de origen judío y no judío. Algunos de los fariseos que se habían unido al cristianismo insistían en que los gentiles cristianos se circuncidasen y cumpliesen la Ley de Moisés. Los judeocristianos de Jerusalén, liderados por Jacobo el hermano de Jesús, creían que su comunidad debía observar la Torá, es decir, las reglas del judaísmo tradicional. Por el contrario, los seguidores de Pablo de Tarso, no creían que fuera necesario. Esto hizo que Pablo y Bernabé, el otro líder de la comunidad de Antioquía, fuesen llamados a Jerusalén.

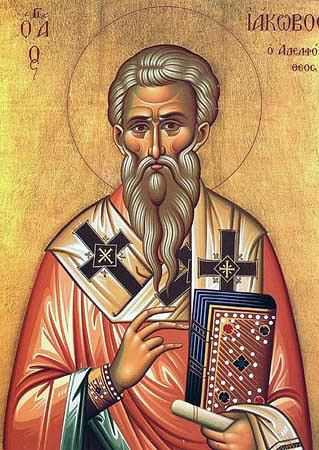
Jacobo el Justo, cuyo juicio fue recogido en el Decreto Apostólico según Hechos 15:19-29

En el Concilio, siguiendo el consejo ofrecido por Simón Pedro (Hechos 15:7-11), Jacobo dictó una propuesta, aceptada por todos y conocida como el Decreto Apostólico:
Por lo cual yo juzgo que no se inquiete a los gentiles que se convierten a Dios, sino que se les escriba que se aparten de las contaminaciones de los ídolos, de fornicación, de ahogado y de sangre. Porque Moisés desde tiempos antiguos tiene en cada ciudad quien lo predique en las sinagogas, donde es leído cada día de reposo.
Se trata de cuestiones más amplias que la circuncisión, particularmente cuestiones alimenticias, pero también la fornicación y la idolatría. Estos preceptos dice Hechos 15:23-29que se enviaron por carta a los cristianos de Antioquía, Siria y Cilicia, lo cual se interpreta como que se consideró vinculante para todas las congregaciones cristianas de cualquier región.La versión occidental de los Hechos añade la forma negativa de la Regla de Oro: «cualquier cosa que vosotros no os haríais a vosotros mismos, no la hagáis a otro».
El autor de los Hechos relata una reafirmación por Jacobo y los ancianos de Jerusalén de los contenidos de la carta con motivo de la última visita de Pablo a Jerusalén, inmediatamente antes de la detención de Pablo en el templo: «Cuando llegamos a Jerusalén, los hermanos nos recibieron con gozo. Y al día siguiente Pablo entró con nosotros a ver a Jacobo, y se hallaban reunidos todos los ancianos». Los ancianos entonces procedieron a notificar a Pablo de lo que parece haber sido una preocupación común entre los creyentes judíos, que él estaba enseñando a los judíos de la diáspora convertidos al cristianismo «a apostatar de Moisés, diciéndoles que no circunciden a sus hijos, ni observen las costumbres». Recuerdan a la asamblea, diciendo «en cuanto a los gentiles que han creído, nosotros les hemos escrito determinando que no guarden nada de esto; solamente que se abstengan de lo sacrificado a los ídolos, de sangre, de ahogado y de fornicación». En opinión de algunos estudiosos, el recordatorio de Santiago y los ancianos aquí es una expresión de la preocupación de que Pablo no estaba enseñando plenamente la decisión de la carta del Concilio de Jerusalén a los gentiles, sobre todo en lo que se refiere a la carne kosher, que contrasta con el consejo de Pablo a la comunidad de Corinto: «de todo lo que se vende en la carnicería, comed» (1 Corintios 10:25).
El relato de Pablo en su epístola a los Gálatas, por su parte, afirma que acudió a Jerusalén por su propia iniciativa acompañado de un discípulo griego no circuncidado llamado Tito. Mientras que en Hechos 15 solo toman la palabra Pedro y Jacobo, en Gálatas 2 Pablo solo da su versión de la discusión. Frente al concilio público y solemne que evoca Hechos, Gálatas da la impresión de una reunión clandestina.

## Historicidad
La descripción del concilio de Jerusalén en Hechos 15 se contradice, según algunos estudiosos, con el relato de Gálatas 2, que la mayoría de estudiosos considera el mismo evento.  La historicidad del relato de Hechos ha sido cuestionada, y fue rechazada por completo por algunos estudiosos a mediados y finales del siglo XX. Otros autores se inclinan hacia el tratamiento del concilio de Jerusalén y sus resoluciones como un acontecimiento histórico, aunque esto a veces se expresa con cautela. Bruce Metzger, en su Textual Commentary on the Greek New Testament, resumió en 1994 el estado de la cuestión por entonces:
En conclusión, por lo tanto, parece que la solución menos satisfactoria de los elementos textuales complicados y los problemas exegéticos del Decreto Apostólico es considerar el decreto cuadrilateral como original (alimentos ofrecidos a los ídolos, carne estrangulada, comer sangre, y la falta de castidad, ya sea ritual o moral), y para explicar las dos formas del decreto triple de alguna manera tales como las sugeridas anteriormente. Existe una extensa literatura sobre el texto y la exégesis del Decreto Apostólico. [...] Según Jacques Dupont, la erudición actual es prácticamente unánime en considerar el texto 'oriental' del decreto como el único texto auténtico (de cuatro elementos) y en la interpretación de sus prescripciones en un sentido no ético, sino ritual. [Les problèmes du Livre des Actes d'après les travaux récents (Louvain, 1950), p. 70].

## Interpretación de la decisión del Concilio
Según el autor de Hechos, el Decreto Apostólico de Jacobo fue que la mayoría de la ley mosaica, incluyendo el requisito de la circuncisión de los varones, no sería obligatorio para los gentiles. Sin embargo, el Concilio mantuvo las prohibiciones relativas al consumo de carne con sangre, o de los animales sacrificados de manera no conforme a la Torá. También mantuvo las prohibiciones contra la «fornicación» y la «adoración de ídolos». En efecto, la Iglesia de Jerusalén habría creado un enfoque flexible, uno para los cristianos judíos y otro para los cristianos gentiles (por paralelo del judaísmo). La decisión creaba así una categoría de personas que eran miembros de la comunidad cristiana (que todavía se consideraba a sí misma parte de la comunidad judía) pero que resultaban inadmisibles para el judaísmo no cristiano por no estar circuncidados e incumplir otros requisitos. Se ha señalado que, por la misma época, las autoridades del judaísmo rabínico hicieron aún más estricto su mandamiento de la circuncisión.[cita requerida]
Por otro lado, algunos miembros de la Iglesia primitiva no tardaron mucho en decidir que los requisitos de la Torá no eran necesarios tampoco para los judíos cristianos, por ejemplo el Evangelio de los hebreos,[cita requerida] el Diálogo con Trifón de Justino Mártir y el marcionismo. Pablo también afirma repetidamente en sus epístolas que los judíos como los gentiles son uno en Cristo, lo que puede ser interpretado como diciendo que no se distinguen de ninguna manera, incluida su relación con la ley mosaica.
La determinación de lo que siguió depende de la credibilidad que se otorgue a los distintos textos existentes. Algunos estudiosos son escépticos de la veracidad de los Hechos. Por otra parte, Pablo parece haber rechazado «estar atado a los patrones particulares de comportamiento y la práctica». Por ejemplo, en1 Corintios 9:20-23 Pablo no se opone a los corintios que aparentemente se sienten totalmente libres para comer lo sacrificado a los ídolos, ni apela al concilio de Jerusalén ni lo menciona siquiera. Más bien intenta persuadirlos apelando a la sensibilidad que deben tener para con otros creyentes que podrían sentirse ofendidos.
En el extremo contrario, el autor judeocristiano del Apocalipsis atacó con virulencia a los que según él trataban de engañar a los hijos de Israel para que comiesen alimentos sacrificados a ídolos.
Desde su posición de dominación, debido en parte a su liderazgo de Jacobo, la Iglesia de Jerusalén sufrió la primera persecución y eventual caída, pero nunca la eliminación total (véase por ejemplo el Patriarca Ortodoxo de Jerusalén, Jerusalén en el cristianismo y Pentarquía). La cuestión de la relación con los judíos y los cristianos judíos continuó durante algún tiempo, de hecho, todavía es objeto de debate hoy.

### Interpretación moderna
El artículo de la Enciclopedia Judía, «New Testament — Spirit of Jewish Proselytism in Christianity», afirma:
Porque grande como fue el éxito de Bernabé y Pablo en el mundo pagano, las autoridades de Jerusalén insistían en la circuncisión como condición de admisión de miembros en la iglesia, hasta que, por iniciativa de Pedro y de Jacobo, la cabeza de la iglesia de Jerusalén, se acordó que la aceptación de las Leyes de Noé (es decir, en relación con la evitación de la idolatría, la fornicación, y el consumo de carne cortada de un animal vivo) debía exigirse de los paganos deseosos de entrar en la Iglesia.
Asimismo, en el artículo Gentiles: Gentiles May Not Be Taught the Torá, afirma:
R. Emden, en una apología notable del cristianismo que figura en el apéndice de Seder Olam, da su opinión de que la intención original de Jesús, y en especial de Pablo, era convertir sólo a los gentiles a las siete leyes morales de Moisés y dejar que los judíos siguieran la ley mosaica, lo que explica las aparentes contradicciones en el Nuevo Testamento respecto a las leyes de Moisés y el sábado.
El artículo «Judaizantes» de la Enciclopedia Católica afirma:
Pablo, en cambio, no sólo no se opuso a la observancia de la ley mosaica, siempre y cuando no interfiera con la libertad de los gentiles, pero se ajustaba a sus prescripciones cuando la ocasión lo requería (1 Corintios 9:20). De esta manera él poco después de circuncidó a Timoteo (Hechos 16:1-3), y él estaba en el mismo acto de observar el ritual mosaico cuando fue arrestado en Jerusalén (Hechos 21:26 ss.)
Joseph Fitzmyer niega que el Decreto Apostólico se basa en la Ley Noájida (Génesis 9) y en su lugar propone Levítico 17-18 como base. También sostiene que la decisión fue entiende como un compromiso práctico para ayudar a los cristianos judíos y gentiles a llevarse bien, no una afirmación teológica destinada a atar a los cristianos de todos los tiempos.
De acuerdo con el obispo católico del siglo XIX Karl Josef von Hefele, el Decreto Apostólico del Concilio de Jerusalén «ha sido obsoleto desde hace siglos en Occidente», aunque todavía es reconocido y observado por la Iglesia Ortodoxa Griega. Los hiperdispensacionalistas de Hechos 28, como el anglicana E.W. Bullinger en el siglo XX, serían otro ejemplo de un grupo que cree que el decreto (y todo lo anterior a Hechos 28) debe dejar de cumplirse.
Según Raíces Hebreas (grupo judaizante  actual): «La cuestión principal del llamado Concilio de Jerusalén no era ‹¿Cómo deben comportarse los gentiles?›. La pregunta era ‹¿Qué necesitan hacer los gentiles para ser salvos?›. [...] En el momento del Concilio de Jerusalén, el Nuevo Testamento no estaba escrito. Pablo instruye a Timoteo (2 Timoteo 2:15, 3:15-16) a estudiar la Palabra de la Escritura. La única Escritura disponible en ese momento era el Antiguo Testamento. ¿Debemos concluir que es permisible para los creyentes gentiles a codiciar, robar, deshonrar a sus padres, y participar en el ocultismo, pues ninguno de los mandamientos que prohíben estas cosas se especifican [en Hechos 15]? Obviamente las palabras de Jacobo no pueden decir que ninguno de los mandamientos de la Torá son válidos salvo estas cuatro cosas, por los escritores de las epístolas del Nuevo Testamento, al escribir años más tarde, constantemente citan de la Torá para instruir a los creyentes gentiles. La confusión empieza a aclararse cuando el resto de la declaración de Jacobo se lee: ‹Porque Moisés desde tiempos antiguos tiene en cada ciudad quien lo predique en las sinagogas, donde es leído cada día de reposo› (Hechos 15:21). En otras palabras, esto es similar a lo que uno oye de telepredicadores de hoy (parafraseado): Ir a una iglesia creyente en la Biblia para escuchar la Palabra de Dios después de que se acepta a Jesucristo como Salvador».

### La circuncisión
La mayoría de los cristianos consideran que la circuncisión es solamente un ritual opcional, pero el judaísmo ortodoxo considera que es una de las obligatorias 613 mitzvot, siguiendo Génesis 17:10-27, y la ley del pacto (o señal eterna) por el cual los hombres firmaron el pacto con Dios, en la sangre, y por lo tanto se convirtió en un pueblo de Dios, sujeto a su protección o maldición. Esto, de acuerdo a la Torá, fue la forma en que Abraham firmó el pacto con Dios y con ello comenzó el judaísmo. En el siglo I, no existía la anestesia moderna y los antibióticos, y las tasas de mortalidad eran altas de las operaciones médicas, incluso menores.[cita requerida] Exigir un varón adulto gentil ser circuncidado para llegar a ser un seguidor de Jesús, no solamente pudo haber sido aterrador, sino también mortal. Esta es la razón por la cual este Concilio fue llamado por Jacobo, quien, según Gálatas 2:10, concluyó que Pablo no tendría que exigir a sus hombres a ser circuncidados, y de acuerdo con el relato de Lucas en Hechos 15:13-21, Jacobo no sólo permitió a los hombres no circuncidados permanecer en el grupo, sino que dijo en el cierre del Concilio (Hechos 15:19): «Por lo cual yo juzgo que no se inquiete a los gentiles que se convierten a Dios».
Como para el judaísmo ortodoxo de hoy, los rabinos no creen que los gentiles deben ser circuncidados, a menos que deseen convertirse al judaísmo, lo que es desaconsejado. En cambio, los gentiles sólo tienen que seguir las Siete Leyes de Noé para tener la seguridad de un lugar en el Mundo Venidero.